# 끄라띱

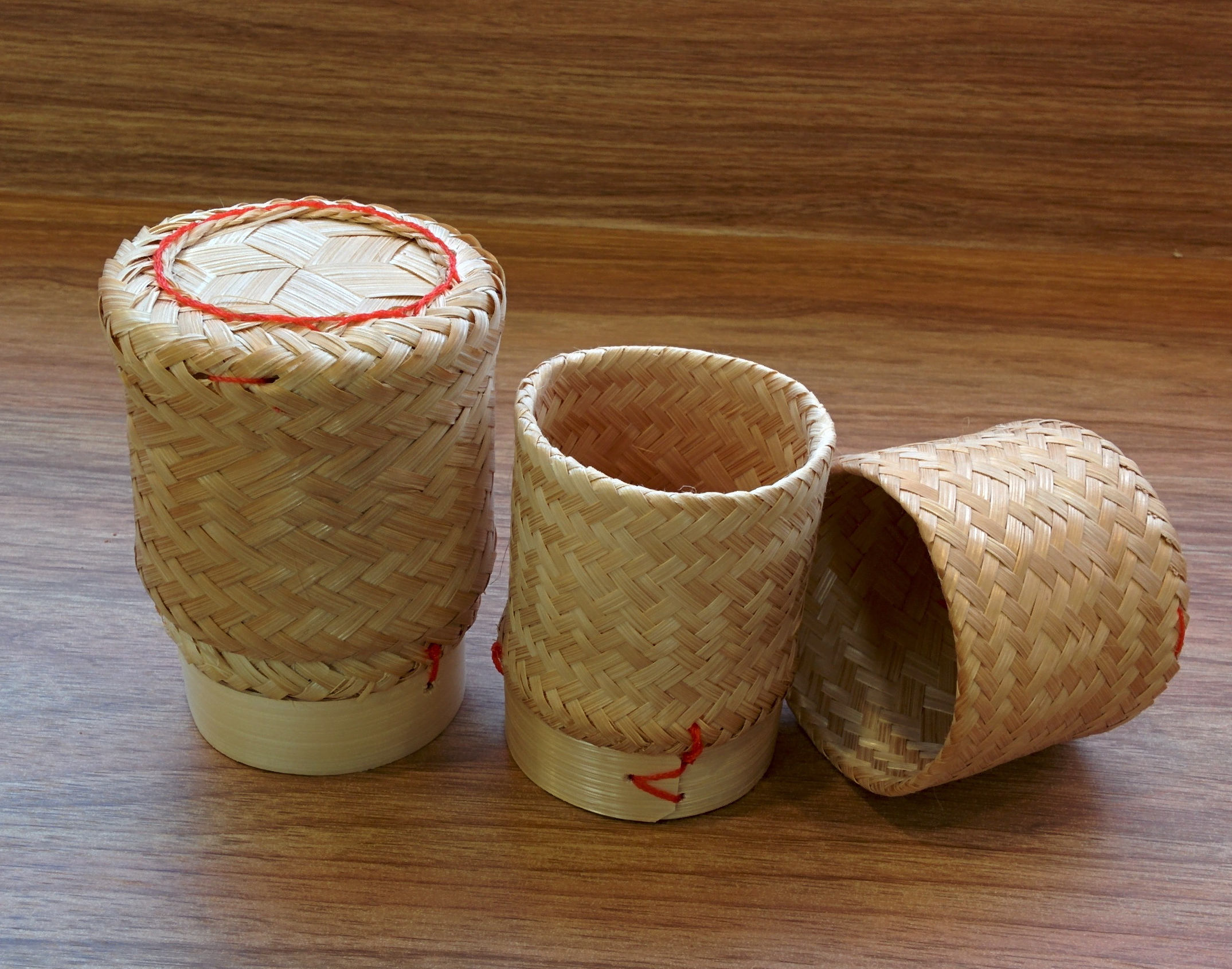
끄라띱

끄라띱(태국어: กระติบ) 또는 띱카우(라오어: ຕິບເຂົ້າ)는 태국과 라오스에서 찹쌀밥을 담는 대나무 통이다. 뚜껑이 달렸다.

## 사진

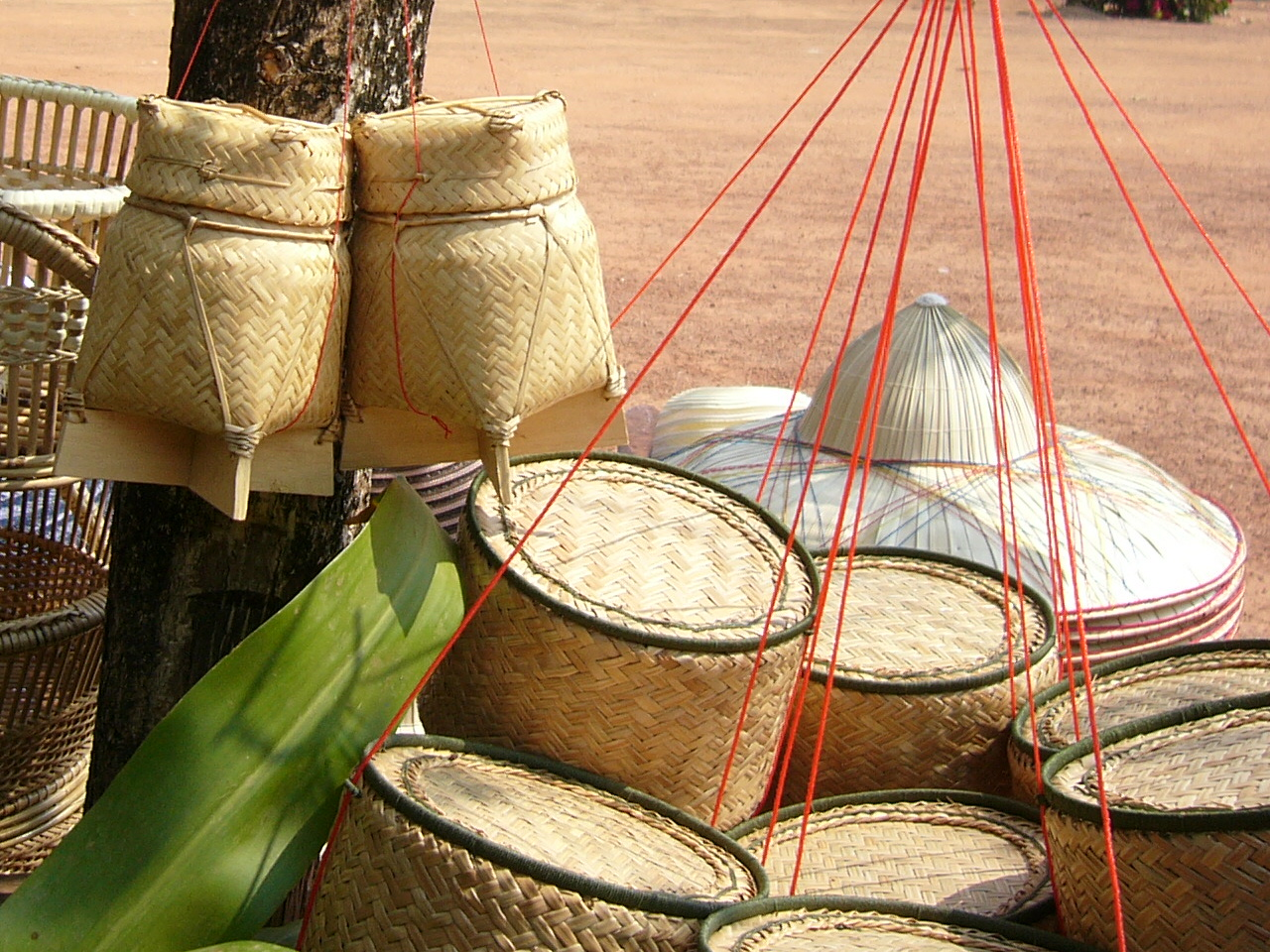
여러 가지 모양의 끄라띱
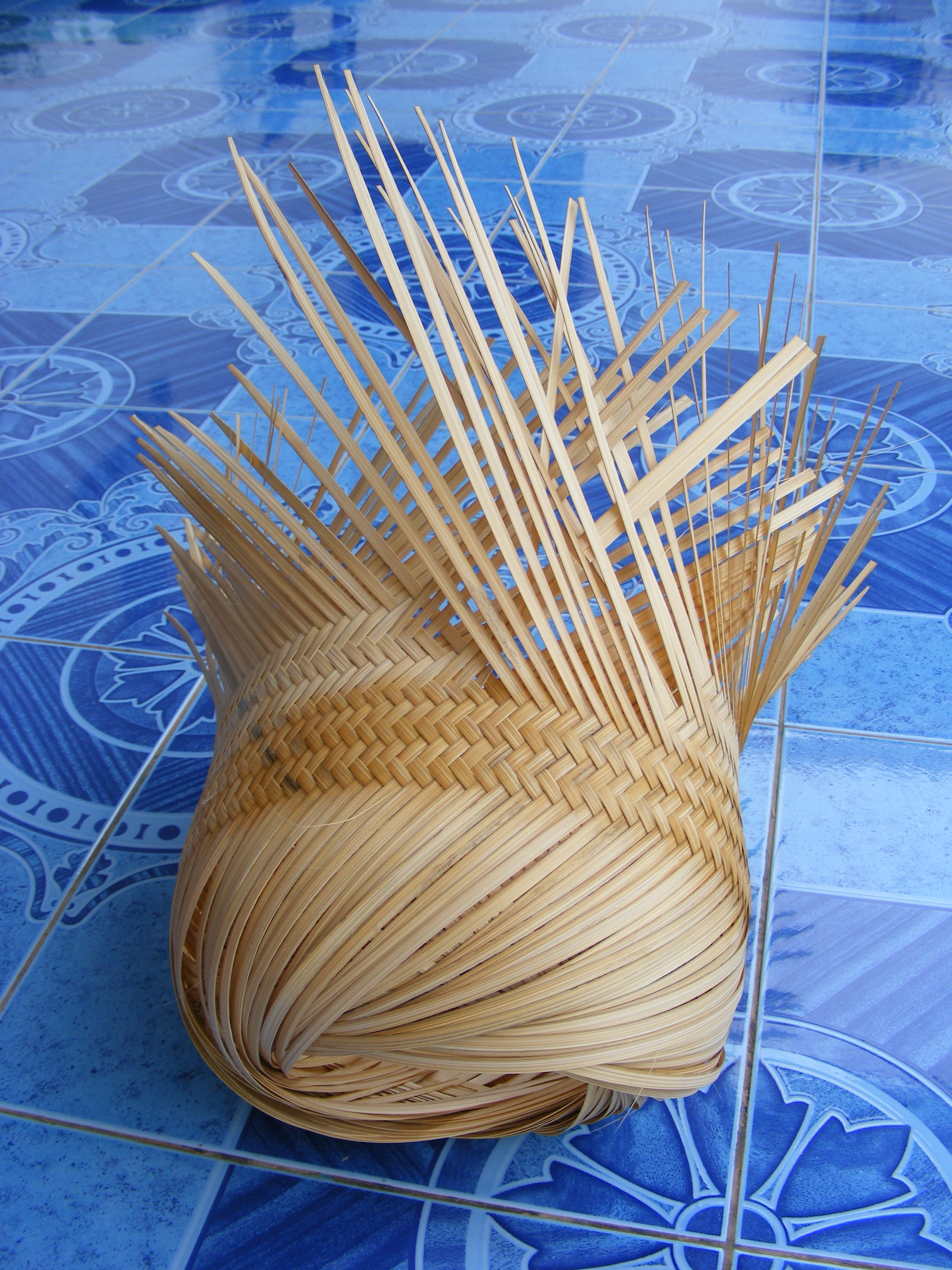
끄라띱을 엮는 모습
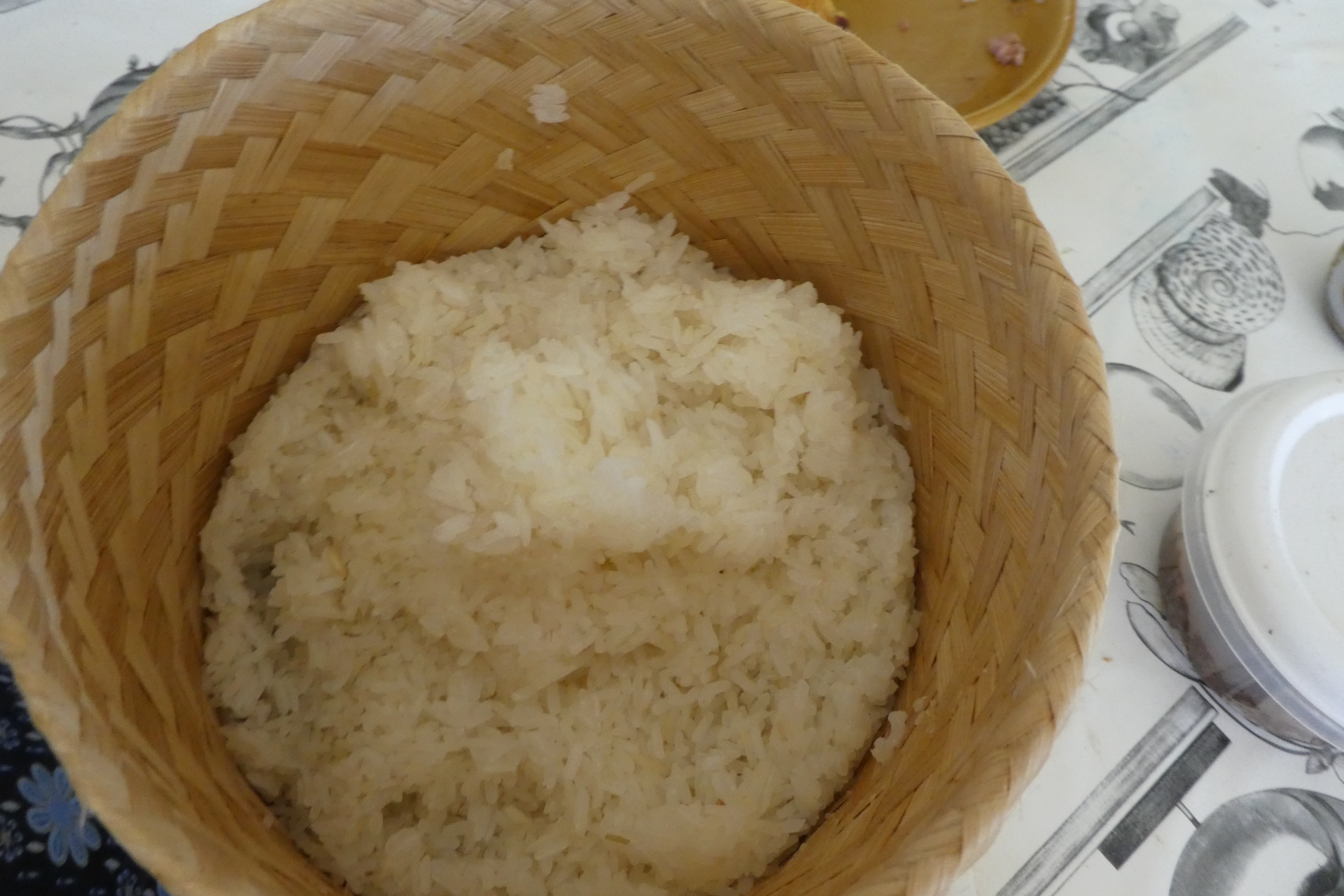
끄라띱에 담긴 찹쌀밥

## 같이 보기
- 후앗